# Farsang Endre
Farsang Endre (1929 – Budapest, 2008. november 10.) labdarúgó, hátvéd, sportvezető. A sportsajtóban Farsang II néven szerepelt. Testvére Farsang Ferenc labdarúgó.

## Pályafutása
1949 és 1958 között a Bp. Dózsa labdarúgója volt. Az élvonalban 1949. november 6-án mutatkozott be a Bp. Előre ellen, ahol csapata 5–0-s győzelmet aratott. Négy alkalommal szerzett bronzérmet az újpesti csapattal. Összesen 135 élvonalbeli mérkőzésen szerepelt és egy gólt szerzett. Visszavonulása után az Újpesti Dózsa intézőjeként és a labdarúgó-szakosztály vezetőjeként tevékenykedett.

## Sikerei, díjai
- Magyar bajnokság
  - 3.: 1950-ősz, 1951, 1952, 1957-tavasz
- A Magyar Népköztársaság kiváló sportolója (1951)[2]